# Polsko-Niemieckie Dni Mediów
Polsko-Niemieckie Dni Mediów – organizowane są corocznie z myślą o dziennikarzach, twórcach mediów i medioznawcach z Polski i Niemiec. Ich celem jest stworzenie możliwości spotkań i wymiany poglądów a tym samym wspieranie dialogu polsko-niemieckiego w środowisku mediów. Uczestniczy w nich około 250 osób. 
Dni Mediów organizują wspólnie Fundacja Współpracy Polsko-Niemieckiej i Fundacja im. Roberta Boscha. Gospodarzem Dni Mediów jest co roku inny region przygraniczny w Polsce lub w Niemczech. Pierwsza edycja odbyła się w 2008 roku w Poczdamie, druga rok później w Szczecinie, kolejna w Dreźnie, czwarta w 2011 roku w Zielonej Górze, piąta w 2012 roku w Schwerinie. Gospodarzem VI Polsko-Niemieckich Dni Mediów będzie stolica województwa dolnośląskiego Wrocław.
W ramach Dni Mediów odbywają się debaty z udziałem ekspertów, dziennikarzy i polityków (tzw. Forum Mediów). Podczas tych dyskusji zaproszeni goście poruszają bieżące tematy polityczne i omawiają zasadnicze aspekty pracy dziennikarskiej. Uczestnicy debat zastanawiają się przy tym nad szczególną i odpowiedzialną rolą mediów w kształtowaniu stosunków polsko-niemieckich.
Uroczystym akcentem Dni Mediów jest gala wręczenia Polsko-Niemieckiej Nagrody Dziennikarskiej im. Tadeusza Mazowieckiego przyznawanej w kategoriach: prasa, radio i telewizja za najlepsze prace dziennikarskie za poprzedni rok. Nagradzane są prace, które w sposób oryginalny, rzeczowy i rzetelny informują o polityce, gospodarce, nauce, kulturze, historii i społeczeństwie kraju sąsiada i tym samym przyczyniają się do stworzenia obiektywnego obrazu Polski w Niemczech lub Niemiec w Polsce. Wysokość nagrody w każdej kategorii wynosi 5 000 euro. Przyznawaną od 1997 roku nagrodę fundują trzy kraje związkowe: Brandenburgia, Meklemburgia-Pomorze Przednie i Saksonia oraz trzy województwa: dolnośląskie, lubuskie i zachodniopomorskie. W 2008 roku do grona fundatorów dołączyły Fundacja Współpracy Polsko-Niemieckiej i Fundacja im. Roberta Boscha.